# Hannó (noble 215 aC)
Hannó fou un noble cartaginès que segons Titus Livi va ser l'instigador de la revolta del cap sard Hampsicora durant la Segona Guerra Púnica.
Va ser fet presoner juntament amb el general cartaginès Àsdrubal en la decisiva batalla que va posar fi a la guerra a l'illa de Sardenya l'any 215 aC.